# Dewadasi

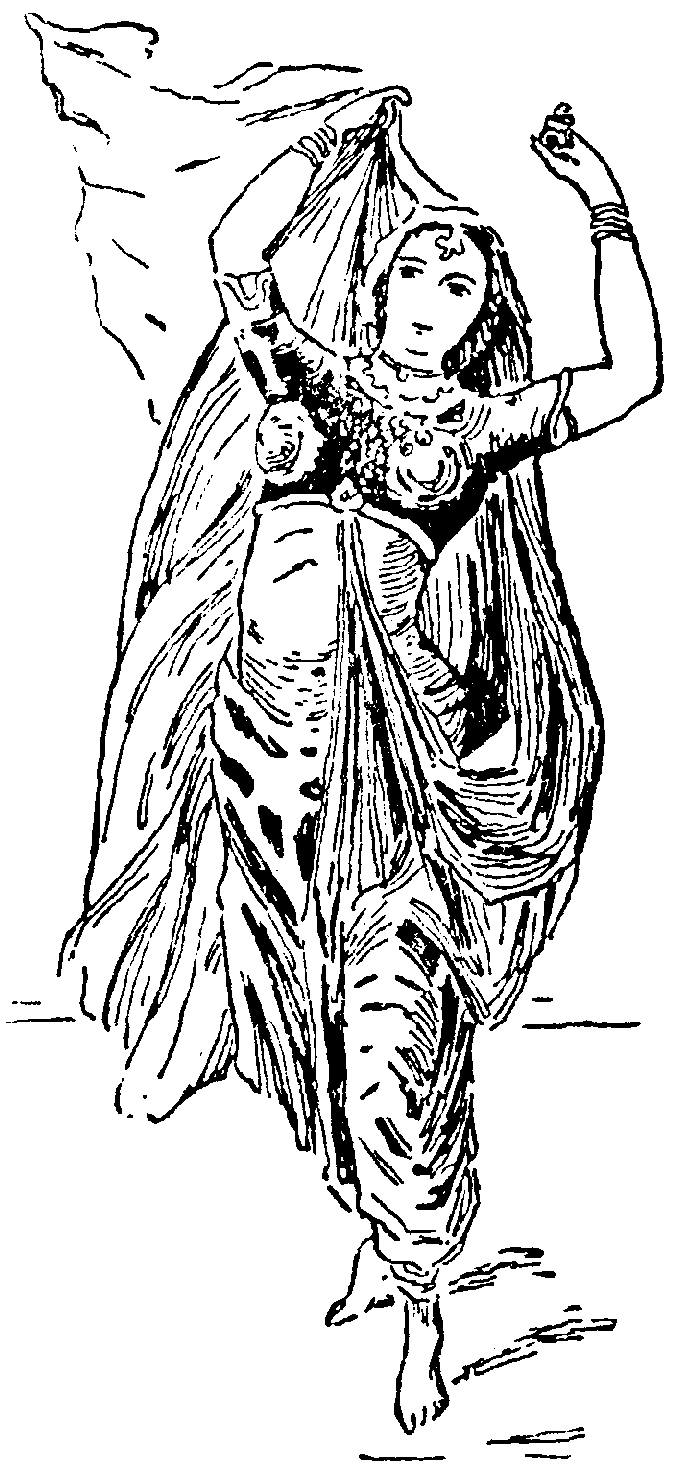
Dewadasi

Dewadasi (w sanskrycie boska niewolnica, port. bailadeira – tancerka, z fr. bayadère – bajadera) – tancerka kultowa w Indiach wykonująca klasyczne tańce indyjskie. Zazwyczaj mieszkała blisko świątyni, była oficjalnie uznawana za boską małżonkę i otaczana dużym szacunkiem. Rozpoczynała naukę tańca w bardzo młodym wieku, około szóstego roku życia.
Pierwotnie bajadery praktykowały celibat (nie pozwalano na związki z kapłanami i pielgrzymami) i inne praktyki jogiczne, jednak z czasem (z powodu wpływów spoza ortodoksyjnego hinduizmu) zaczęły przy świątyniach hinduistycznych praktykować też prostytucję sakralną, tradycyjnie również tańczyły taniec bharatanatjam, który sam w sobie nie wiąże się z prostytucją sakralną.
Obecnie istnieje też klasa Devdasi praktykująca pierwotne tradycje ascezy jogicznych, mająca na celu przywrócenie rangi klasie Devdasi.
Erotyczne rzeźby w świątyni Surji w Konarak wskazują na kult religijny, jaki miał miejsce w świątyni. Setki bajader pełniących służbę przy świątyni mieszkało w budynkach obok świątyń. Prostytutki podczas oddawania się kapłanom spełniały akt seksualny z namiestnikami boskimi, delektowały się więc boskością; gdy oddawały się pielgrzymom, przekazywały im boskie rozkosze. Ponieważ erotyka zmysłowa zgodnie z hinduizmem ma wartość uświęcającą, to i „służące rozkoszy seksualnej”, czyli prostytutki, powinny mieć wysoką rangę społeczną. Ranga bajader była jednak niska, gdyż oddawały się one dla pieniędzy, a poza tym uważano ich przeżycia za sztuczne, udawane wobec klienta.
System dewadasi został zdelegalizowany w 1988 roku pod zarzutem wspierania prostytucji, ale nie zanikł i nielegalnie nadal istniał. Jeszcze w 1990 roku blisko 50% dewadasi w jednym z rejonów były prostytutkami.